# Die Bundesbahn
Die Bundesbahn (letteralmente: "La ferrovia federale") era una rivista tedesca di trasporti, organo ufficiale della Deutsche Bundesbahn, la società ferroviaria nazionale della Repubblica Federale di Germania.
La rivista iniziò le pubblicazioni il 20 settembre 1949 succedendo alla vecchia rivista Die Reichsbahn.
Venne pubblicata fino al 1992.